# Катанов Микола Федорович
Микола Федорович Катанов (6 (18) травня 1862, місцевість Ізюм (Узюм) біля села Аскіз — 9 березня 1922, Казань) — хакаський тюрколог, професор Імператорського Казанського університету і Казанської духовної академії, доктор порівняльного мовознавства, етнограф, фольклорист, суспільний діяч. Вважається першим хакаським ученим. Дійсний статський радник (1915).

## Цікаві факти
- Через те, що портрет Катанова був надрукований на хакаських рублях, регіональній валюті 1990-х, він отримав неформальну назву «катановки».